# Batwoman
Batwoman (en español: Mujer Murciélago, conocida como Batimujer en algunos países de habla hispana) es una superheroína ficticia que aparece en los cómics estadounidenses publicados por DC Comics. Katherine «Kate» Kane es una rica heredera que se inspira en el superhéroe Batman y elige, como él, poner su riqueza y recursos en una campaña para luchar contra el crimen como vigilante enmascarada en su casa de Gotham City. 
Esta versión actual de Batwoman se introdujo en el 2006 en la séptima semana del cómic semanal de 52 años de duración de la editorial. Presentada como Kate Kane, la moderna Batwoman comenzó a operar en Gotham City en ausencia de Batman después de los eventos de Crisis infinita (2005). La Batwoman moderna está escrita como descendiente de judíos y como lesbiana. Después de los eventos de DC Rebirth, se establece que Kate Kane es la prima del alter ego de Batman, Bruce Wayne y, por lo tanto, sobrina de su madre Martha Wayne. Descrito como el superhéroe gay de más alto perfil que aparece en las historias publicadas por DC, la orientación sexual de Batwoman atrajo la atención de los medios después de su reintroducción, así como los elogios y las críticas del público en general.
El personaje moderno como se muestra en los cómics funciona de manera relativamente independiente de Batman, pero ha ganado un perfil considerable en los últimos años, tanto dentro del calendario de publicación de DC Comics como en el universo ficticio de la editorial. Desde entonces tuvo varias carreras en su propio cómic mensual Batwoman y ha tenido períodos en el papel principal en Detective Comics, el cómic insignia de Batman por el que se nombra DC Comics. La versión de Kate Kane de Batwoman fue adaptada más tarde a la película animada Batman: Bad Blood, con la voz de Yvonne Strahovski. Ruby Rose interpretó al personaje en su debut de acción en vivo durante un especial cruzado para los programas de televisión Arrow, The Flash y Supergirl, preparando una serie de televisión de Batwoman de 2019, ambientada en el Arrowverso y formó parte del crossover Crisis on Infinite Earths. Rose partió antes de la segunda temporada del programa; el papel fue refundido en Wallis Day, con Javicia Leslie sucediendo el papel de Batwoman como el personaje original Ryan Wilder. Posteriormente, Wilder se ha adaptado al universo oficial de DC Comics con una breve aparición en Batgirl # 50, aunque no como Batwoman.

## Historia de la publicación
La serie limitada Crisis infinita (2005), escrita como una secuela de la maxi-serie Crisis en tierras infinitas de 1985, alteró la continuidad de DC Comics. Posteriormente, todos los títulos de cómics publicados por DC Comics saltan un año y una nueva maxi-serie titulada 52 narra retroactivamente las 52 semanas que siguieron directamente a la Crisis Infinita. Cuando los editores de DC pidieron un rediseño de Batwoman, el artista de cómics Alex Ross se inspiró en el traje modificado de Batgirl que diseñó para Barbara Gordon, siete años antes del debut de Kate Kane en la serie limitada de cómics 52. Ross y el autor de cómics Paul Dini inicialmente planearon revivir a la ex Batgirl Barbara Gordon usando una versión actualizada del traje original del personaje, con acentos rojos en lugar del tradicional amarillo. Sin embargo, dado que Gordon se desempeñó como uno de los pocos superhéroes discapacitados de DC Comics como Oráculo, el personal editorial de DC decidió revitalizar la Batwoman original. En una entrevista con Newsarama, Ross dice:

Me hicieron cambiar la máscara y el cabello para que fuera un poco más Batwoman, en lugar de Batgirl ... Les señalé que la máscara la hace parecer un poco como la Cazadora en general, pero no había muchas opciones. La máscara original que tenía allí cuando iba a ser un diseño de Batgirl era la cubierta completa de la cabeza que hemos visto, por lo que necesitaban algo diferente de eso.
Alex Ross.

A diferencia de la Edad de Plata, Kathy Kane, que se sintió románticamente atraída por Batman, la nueva versión de Kane es lesbiana, así como la prima materna de Bruce Wayne. Su orientación sexual se anunció al mismo tiempo que el personaje se reveló en la primavera de 2006. Las historias aparecieron en medios de televisión como CNN, revistas de noticias generales como USA Today y revistas de cultura gay como Out. La moderna Katherine «Kate» Kane hizo su primera aparición en el cómic en el número 7 de la maxi-serie 52 (2006), donde se revela que Kane estuvo involucrada románticamente con Renee Montoya (también retconeada como lesbiana en Gotham Central de 2006), una exdetective de la policía de Gotham City (quien luego toma el manto de Pregunta después de que el héroe original muere). Cuando se le preguntó sobre la decisión editorial de convertir a Batwoman en un personaje gay en una entrevista con Wizard Entertainment, el vicepresidente y editor ejecutivo de DC Comics, Dan DiDio, declaró:

Fue a partir de conversaciones que hemos tenido para expandir el Universo DC, para observar los niveles de diversidad. Queríamos tener un elenco que refleje mucho más la sociedad actual e incluso la base de admiradores de hoy. Una de las razones por las que la hicimos gay es que, nuevamente, cuando tienes a la familia Batman, una serie de personajes que no son super-poderosos y habitan el mismo círculo y la misma ciudad, realmente quieres tener un punto de diferencia. Para mí fue muy importante asegurarme de que cada personaje se sintiera único.
Dan DiDio.

La orientación sexual de Batwoman inicialmente reunió críticas mixtas, que van desde elogios hasta la indignación. Un crítico de Out afirma que «Batwoman será el superhéroe gay de más alto perfil que jamás haya aparecido en las páginas de DC Comics». Aunque varias organizaciones LGBT como GLAAD han elogiado a DC Comics por intentar diversificar sus personajes, algunos han observado que Batwoman no es el primer personaje gay o lésbico que aparece en los cómics, ni es la única lesbiana asociada a la serie Batman.
En la identidad civil del personaje, Katherine Kane conoce a Bruce Wayne y es amiga de un médico llamado Mallory. Se le presenta con piel blanca porcelana, varios tatuajes y un estilo de ropa definido como punk-gótico en su personalidad civil. Su padre es un excoronel y en Detective Comics #854, se dice que es la prima de Bette «Flamebird» Kane. La joven Kate también tiene una madrastra llamada Catherine Kane, convirtiendo a Catherine en la tía de Bette. En la New York Comic Con de 2008, se anunció que Batwoman estaría entre los personajes que aparecerían en un nuevo cómic de la Liga de la Justicia escrito por James Robinson. Ese año, Batwoman asumió brevemente el papel principal en Detective Comics, comenzando con el número #854 con DC diciendo en la New York Comic Con de 2009 que ella sería la superheroína gay de más alto perfil de DC Comics.
A partir de 2010, el personaje comenzó a aparecer en la serie homónima Batwoman. Después de un problema introductorio de «cero» en 2010, la serie se lanzó por completo en 2011 con Batwoman #1 junto con la renumeración de sus títulos en toda la compañía de DC ese año. Los escritores J.H. Williams III y W. Haden Blackman eligieron expandir el elenco de apoyo de Kate en términos de familia (los Kanes, incluidos Elizabeth, Bette y otros familiares) y la «Familia Batman» con la que está más débilmente conectada. El número diecisiete también fue un hito ya que Kate presentó a su novia, Maggie Sawyer.
En septiembre de 2013, los coautores J.H. Williams y W. Haden Blackman anunciaron que dejarían a Batwoman después de la edición de diciembre debido a conflictos con DC por las historias. Comentaron que no se les permitía expandir la historia de fondo de Killer Croc, mantener su final original o mostrar a Kate y Maggie casándose. Este anuncio sigue a un anuncio de febrero de 2013 de que Batwoman #17 presentará la propuesta entre Kate y Maggie. DC Comics anunció que Batwoman no puede casarse porque «los héroes no deberían tener una vida personal feliz».
En diciembre de 2014, se anunció que la serie se cancelaría en marzo en la edición cuarenta, junto con otras doce series.
En 2016, se anunció que Batwoman sería uno de los personajes principales en la renovación de DC Comics Rebirth de Detective Comics, que volvió a su numeración original con el número #934.

## Biografía del personaje ficticio

### Orígenes y carrera temprana
En 52 #7, se presenta a Kate Kane (aunque en varias ocasiones se la conoce como Kathy). No se han presentado títulos de orígenes para Kate Kane, su historia de ficción se presenta en Detective Comics a través del uso de exposiciones y flashbacks. En su primera infancia, Katherine Rebecca «Kate» Kane y su hermana Elizabeth «Beth» Kane eran gemelas idénticas y estaban muy juntas. En su duodécimo cumpleaños, su padre militar no pudo volver a casa para celebrar con ellos, así que Kate y Beth fueron llevadas por su madre, Gabrielle «Gabi» Kane, (hermana de Martha Wayne) a un costoso restaurante de chocolate y waffles, su plato favorito. En el camino al restaurante, un grupo de hombres armados atacó a la familia y los tomó como rehenes, matando a su guardaespaldas en el proceso. Después de enterarse del secuestro de su familia, el padre del coronel Jacob «Jake» Kane lideró una misión de rescate para salvar a su familia capturada, que terminó con la ejecución de la madre de Kate y la muerte de Beth luego de ser atrapada en el fuego cruzado entre los secuestradores y los soldados. Años más tarde, Jake se casa con Catherine Hamilton Kane.
Años más tarde, Kate asiste a la Academia Militar de los Estados Unidos, donde recibe excelentes calificaciones, gana prestigiosos premios y obtiene el rango de Oficial Ejecutivo de Brigada en su último año. Sin embargo, cuando se alega que está en una relación lésbica con otra estudiante, el oficial al mando de Kate le pide que rechace la acusación y menciona que si lo hace, será degradada pero aún podrá graduarse. Al decirle al oficial que se niega a mentir y violar el Código de Honor de la Academia, Kate admite ser lesbiana y se ve obligada a abandonar la escuela. Cuando ella confronta a su padre con las noticias, él la apoya y afirma que ella mantuvo su honor e integridad.
Kate luego regresa a Gotham City, donde asiste a la universidad y sigue un estilo de vida social salvaje, que consiste en fiestas, consumo excesivo de alcohol, juegos de una noche y tatuajes. Kate es finalmente detenida por exceso de velocidad por una joven Renee Montoya, que en este momento era solo una policía de tránsito. Las dos salieron durante varios meses, pero terminaron después de una pelea en la que Renee expresa su preocupación por la falta de dirección de Kate en su vida y Kate regaña a Renee por mantener su sexualidad oculta a sus colegas y familiares. Mientras intenta llamar a Renee y disculparse por su comportamiento, Kate es atacada por un asaltante que quiere su billetera y su teléfono celular. Usando su entrenamiento militar, Kate derrota fácilmente al criminal justo cuando Batman llega y la ayuda. Luego, queda se obsesionada con la Bati señal cuando Batman abandona la escena.
Inspirada por su encuentro con el cruzado con capa, Kate comienza a combatir el crimen usando armaduras militares y armamento robado de la base militar de su padre, ella opera durante casi un año antes de que su padre se entere. Después de ser confrontada por Jacob, Kate acepta su oferta de asistencia y comienza un intenso entrenamiento de dos años en todo el mundo con algunos de los amigos de su padre de la comunidad de operaciones especiales. Al regresar a Gotham, Kate descubre que su padre ha creado un Batsuit para ella, junto con un arsenal de armamento experimental basado en los dispositivos conocidos de Batman y un búnker escondido en la habitación de pánico en el apartamento de Kate.
La primera referencia a la Batwoman moderna es hecha por el Pingüino en Detective Comics #824, quien sugiere que Batman traiga una cita para la apertura de su club, preguntando: «¿Por qué no traes a esa nueva Batwoman? Escuché que es algo sexy». En 52 #7 (2006) se presenta la nueva Batwoman. Se revela que Kane estuvo íntimamente involucrada con la exdetective de la policía de Gotham City, Renee Montoya, y es heredera de una de las familias más ricas de Gotham, y posee lo que la familia Wayne no posee. En su tercera aparición en el #11 de 52 titulado «Batwoman Begins», Kane asiste a Montoya y su compañero Pregunta en un misterio que gira en torno a un almacén propiedad de la familia de Kane. Cuando Montoya y Pregunta son atacados en algún momento más tarde por los secuaces cambiantes de Whisper A'Daire, Kane interviene como Batwoman y los rescata.
En 52 #28 (2006), después de que Montoya se entera de que el «Libro del Crimen», un texto sagrado de Intergang, contiene una profecía que predice el brutal asesinato de la «hija dos veces nombrada de Kane», ella y Pregunta regresan a Gotham, uniendo fuerzas con Batwoman en el #30 para evitar los planes de Intergang. Batwoman aparece más tarde en una historia escrita por Greg Rucka para el DC Infinite Holiday Special (2006). Mientras Batwoman continúa con el caso, se une a ella Nightwing, quien recientemente regresó a Gotham y se enamora de ella. En la víspera de Navidad, él le da un Batarang «oficial». También celebra Hanukkah con Renee, y los dos se besan poco antes de Navidad. Esta historia introdujo algunos de los antecedentes de Kane, incluido el hecho de que ella es judía. En el #48 de 52 (2007), cuando Intergang se da cuenta de que la imagen de Batwoman en la Biblia del crimen y la citada «hija de Caín dos veces nombrada» eran una y la misma, saquean el apartamento de Kane y la secuestran con La intención de sacrificarla. Montoya llega demasiado tarde para detener el ritual, y encuentra a Kate atada y amordazada a un altar mientras el profeta Bruno Mannheim le clava un cuchillo en el corazón. En la confrontación subsiguiente, la mujer liberada Batwoman saca el cuchillo de su propio pecho para apuñalar a Mannheim, y luego se desploma en los brazos de Renee. Sin embargo, sobrevive a sus heridas después de que Renee detiene el sangrado a tiempo, y mientras se recupera en su penthouse, Renee, disfrazada en su nuevo alter ego como Pregunta, ilumina la Señal de Bat en su apartamento y pregunta: «¿Estás lista?».

## Era Moderna
En la «Era Moderna» de DC Comics, Batwoman (Kathy Kane) reaparece, con nueva personalidad y origen, en la serie 52 (2006), trabajando en Gotham City durante la ausencia de Batman, tras los acontecimientos de la miniserie Crisis Infinita (2005). 
2007-2009 Final Crisis.
Batwoman aparece en el #52 en la serie semanal Countdown con la intención de actuar como un preludio para el próximo año. Batwoman aparece en el #39. También aparece en la miniserie Crime Bible: The Five Lessons of Blood (2007) junto a The Question. Batwoman también aparece en la página final de Final Crisis: The relevation #3 (2008), un mes después es puesta en libertad junto a Wonder Woman, Catwoman y Giganta para conformar el nuevo grupo de Female Fury.
2009-2010 Detective Comics.
Después de los acontecimiento de Crisis Final y Batman: Battle for the Cowl, en la que supuestamente Bruce Wayne muere y es sustituido por Dick Grayson, Kate tiene sus propios números en Detective Comics #854 al #863. En la primera historia «Elegy», Batwoman investiga la llegada de un nuevo líder a la «Religión del Crimen» en Gotham.
Batwoman aparece en la miniserie Cry for Justice. Cuando La liga de la justicia se divide tras la muerte de Bruce Wayne y una confrontación desastrosa contra Shadow Cabanet, Linterna verde (Hal Jordan) lidera a un grupo de superhéroes a Gotham con el fin de localizar a Prometheus. Kate los acechaba en los tejados después de su encuentro con Clayface. Kate informó a ambas ligas en la Atalaya que se encontró con el supervillano Delores Winters que misteriosamente se murió justo cuando iba a ser detenido.
Firestorm es enviando para recuperar el cuerpo de Delores y Kate descubre que Delores se vio obligado a luchar por medio de un dispositivo de control mental. El escritor James Robinson reveló que Batwoman fue inicialmente planeada para conformar su nueva alineación de «Liga de la Justicia» pero el plan se vino abajo después de que Cry for Justice se convirtió en una miniserie en lugar de un Título. Esto explicaría el por qué Batwoman está presente en la portada del primer número, y por qué fue anunciada como un miembro del equipo cuando el libro fue anunciado por primera vez.
2010-2015 New 52.
En 2010, Dc Comics anunció que Batwoman tendría su propia serie de cómics con el arte de JH Williams III, quien co-escribiría la serie con W. Haden Blackman y la artista Amy Reeder que contribuiría en el arte alternando arcos con Williams.
En septiembre de 2013 JH Williams III anuncio junto con Blackman que ambos dejarían la serie de cómics por diferencias creativas con los productores por un cambio repentino de ideas y no dejar que utilizaran al personaje como originalmente se tenía planeado.
| Título                               | Colección                                                              | Fecha de publicación. |
| ------------------------------------ | ---------------------------------------------------------------------- | --------------------- |
| Batwoman: Elegy                      | Detective Comics #854–860                                              | Julio de 2010         |
| Batwoman, Vol 1: Hidrology.          | Batwoman #1–5, #0 one-shot                                             | Junio de 2012         |
| Batwoman, Vol 2: To Drown the World  | Batwoman #6–11                                                         | Enero de 2013         |
| Batwoman, Vol 3: World's Finest      | Batwoman #0, #12–17                                                    | Septembre 2013        |
| Batwoman, Vol 4: This Blood is Thick | Batwoman #18–24                                                        | Abril de 2014         |
| Batwoman, Vol 5: Webs                | Batwoman #25–34, Annual #1                                             | Noviembre de 2014     |
| Batwoman, Vol 6: The Unknowns        | Secret Origins #3, Batwoman #35–40, Annual #2, Batwoman Futures End #1 | Junio de 2015         |

2016-Presente en DC: Rebirth.
En Detective Comics. Batman recluta a Batwoman para ayudarle en su «Campo de entrenamiento» para los próximos héroes. Batwoman es la Colíder en el primer Arco (#934-#940) donde luchan contra otro grupo que imita los métodos de Batman. En los números #948-#949 empezaría una nueva serie de Batwoman.
Se anunció que en marzo de 2017 habrá una nueva serie de Batwoman llamada «Batwoman: Rebirth».

## Aparece en

### Kathy Kane
- Detective Comics #233

### Kate Kane
- 52

- The New 52
- Final Crisis Countdown
- Crime Bible: The Five Lessons of Blood
- Detective Comics rebirth
- Dc Bombshells
- Justice League: Cry for Justice
- Batwoman New 52
- Night of the Monsters
- Injustice god amoung us
- Batwoman: Rebirth

## En otros medios

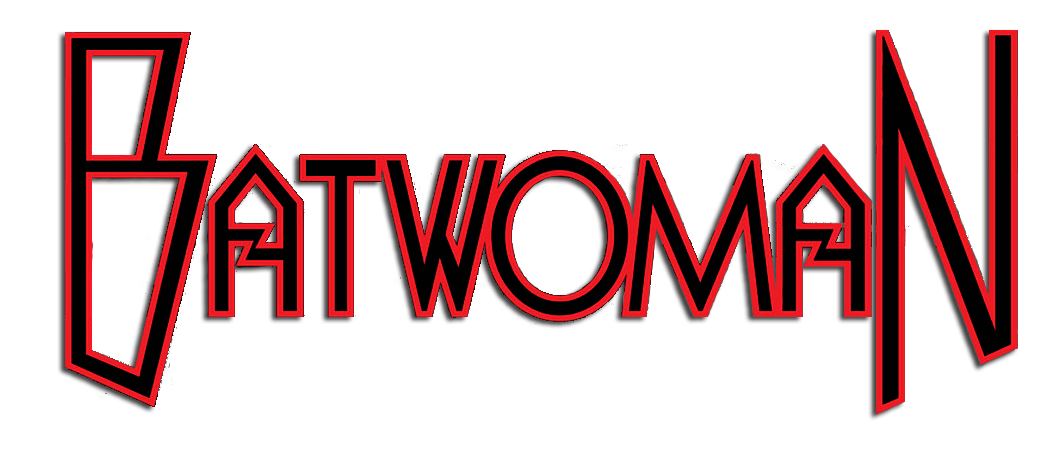
Logo

### Televisión

#### Arrowverso
- Kate Kane / Batwoman hace su debut en acción en vivo en el Arrowverso de The CW, interpretada por Ruby Rose;[22] que fue elegida para el papel en agosto de 2018.[22]
  - El personaje aparece por primera vez en el crossover de 2018, Elseworlds con Arrow, The Flash y Supergirl.[23] El crossover establece Batwoman en la Tierra-1, al igual que Arrow y The Flash.[24] Esta versión es la prima de Bruce Wayne y protege a Gotham City en ausencia de Wayne, quien misteriosamente se fue tres años antes.[25] En «Elseworlds, Part 2», ella paga la fianza de Oliver Queen, Barry Allen y Kara Danvers después de que son arrestados por el Departamento de Policía de Gotham City. Después de los héroes se enfrentan a John Deegan en Arkham Asylum, organiza una fuga masiva, que Kane ayuda a detener como Batwoman. Después de la batalla, Batwoman le dice a los héroes que se despidan ahora que obtuvieron lo que necesitaban. Supergirl revela que sabe quién utiliza Batwoman en su visión de rayos X y menciona la relación de Superman con su Batman de la Tierra. Al final de «Elseworlds, Part 3», Batwoman llama a Oliver para decirle que un Deegan ahora encarcelado ha hecho «amigos» con Psico-Pirata.
  - En julio de 2018, se informó que en The CW se estaba desarrollando una serie de televisión centrada en el personaje.[26] El 3 de enero de 2019, el programa recibió una orden piloto.[27] El 7 de mayo de 2019, el programa fue ordenado por la cadena.[28] Se estrenó el 6 de octubre de 2019. En esta serie, Kate ha estado fuera de Gotham desde que Batman desapareció hace tres años, regresando para intentar unirse a las nuevas fuerzas de seguridad de su padre, pero cuando se entera de la identidad de Bruce como Batman, tiene a Luke Fox (hijo del fallecido Lucius Fox) arregla el traje de murciélago para que se ajuste a ella para que pueda asumir el manto de su primo, actuando para defender Gotham contra la amenaza de Alice, revelada como la hermana de Kate, supuestamente muerta, que se ha vuelto loca y busca venganza por su familia aparentemente abandonándola.
  - Rose también interpretó a Kate de Tierra-99 en el evento crossover de Arrowverso, Crisis on Infinite Earths. Se la vio en una fotografía con Beth Kane donde no se separaron en el accidente automovilístico. También se mencionó que ella está muerta cuando su Bruce Wayne perdió su código de justicia que lo llevó a matar al Superman de Tierra-99 y a algunos de sus enemigos.
  - En mayo de 2020, Rose abandonó Batwoman después de la primera temporada.[29] Javicia Leslie tomará el papel de Batwoman en la segunda temporada como el personaje original, Ryan Wilder.[30] La temporada 2 comienza con Ryan presenciando el accidente de avión que aparentemente contenía a Kate mientras buscaba sobrevivientes entre los restos. Ella encuentra el Batitraje y junta dos y dos sobre quién era Batwoman.[31]

#### Animación
- En Batman: The Brave and the Bold. Batwoman aparece en uno de los episodio con la apariencia de Kathy Kane, pero es nombrada Katrina Moldoff, siendo la heredera de la fortuna del Circo Moldoff. Ben Jones confirmó que la decisión de cambiarle de nombre al personaje fue debido a que DC Comics expresó su preocupación respecto al personaje en la serie, ya que tendría un impacto negativo para «Batwoman».
- La Kate Kane Batwoman aparece en Young Justice: Outsiders. Aparece como uno de los miembros de la Liga de la Justicia que renuncia a Batman en una medida planificada de antemano después de que el Secretario General de las Naciones Unidas, Lex Luthor, establece algunas leyes que impiden que la Liga de la Justicia interfiera en el tráfico metahumano.

### Películas
- Batwoman apareció en la película animada Batman: Mystery of the Batwoman perteneciente al Universo animado de DC. Batwoman es la nueva vigilante de Gotham City y está dispuesta a usar la fuerza letal para lograr sus objetivos. Batman la considera una amenaza, comenzando a investigar quién se encuentra detrás de la máscara para llevarla ante la justicia. Al final se revela que tres sospechosas se hacían pasar por Batwoman, debido al rencor hacía los jefes del crimen. En su investigación, Batman sospecha que tres mujeres diferentes son Batwoman: la detective de la policía de Gotham, Sonia Alcana (con la voz de Elisa Gabrielli), la doctora Roxanne «Rocky» Ballantine (con la voz de Kelly Ripa) y Kathleen «Kathy» Duquesne (con la voz de Kimberly Brooks), el tercero de los cuales Bruce Wayne forma una relación romántica. (El nombre Kathy Duquesne es una referencia apenas velada a Kate Kane.
- Batwoman hace un cameo en Batman vs. Robin durante una de las pesadillas de Batman donde yacía muerta junto a Damian.
- Batwoman aparece como una de las personajes principales en Batman: Bad Blood y su voz es por Yvonne Strahovski.[32] Esta versión tiene entrenamiento militar pero Batman la reprende por usar armas de fuego y municiones en combate. También se ha demostrado que conocía a Dick Grayson desde que eran niños, y Dick se había enamorado brevemente de ella, pero al principio no se dio cuenta, pero aún se veían como amigos. Al final, su lebrego es abordado libremente por su padre en un momento temprano de la película y se le muestra conociendo a Renée Montoya, quien llega a su casa al final de la película.
- Kate Kane tiene un cameo sin hablar como civil durante el funeral de Superman en Death of Superman.
- Batwoman aparece en Lego DC Batman: Family Matters, con la voz de Tara Strong.
- Batwoman hace un cameo sin hablar en Justice League Dark: Apokolips War. Se la ve luchando contra Parademons junto con Batwing y Batgirl, pero es dominada e implicada para ser asesinada.
- Batwoman aparece en Catwoman: Hunted, con la voz de Stephanie Beatriz.[33]

### Videojuegos.
- La iteración de Kate Kane de Batwoman aparece en DC Universe Online, con la voz de Christina J. Moore.[34]
- La iteración de Kate Kane de Batwoman aparece como un personaje jugable DLC en Lego Batman 3: Beyond Gotham.
- Kate Kane aparece en Batman: Arkham Knight. La escuchan en el contestador automático de Bruce Wayne, donde pregunta si Bruce va a asistir a su boda con Maggie Sawyer y menciona que Bruce le enseñó la importancia de mantener las apariencias, insinuando que ya es Batwoman.
- La iteración Kate Kane de Batwoman es un personaje jugable en Lego DC Super-Villains.
- La versión Arrowverso de Batwoman aparece como un personaje de agilidad jugable en la versión móvil de Injustice 2.

## Curiosidades
- En Batwoman, Vol 4: This Blood is Thick, Batwoman se convierte en vampiro tras ser mordida por Natalie Metternich (Nocturna). y en el especial de «Batwoman The Futures End» Batwoman es asesinada por su hermana con una estaca en el corazón.
- En Detective Comics #954, Batwoman habla con Batman sobre el nuevo líder de la «Religión del Crimen» pero queda ambiguo si Batman es Bruce Wayne o Dick Grayson.